# Mattias Bylund
Mattias Bylund (* 30. März 1974) ist ein ehemaliger schwedischer Skispringer.

## Sportlicher Werdegang
Mattias Bylund war ein schwedischer Skispringer und nahm mit wenig Erfolg an einem Weltcup in Falun (58. Platz) und den nordischen Skiweltmeisterschaften 1999 in Ramsau (67. und 64.) teil.